# Iowa Corn Indy 250 de 2008
O Iowa Corn Indy 250 de 2008 foi a oitava corrida da temporada de 2008 da IndyCar Series. A corrida foi disputada no dia 22 de junho no Iowa Speedway, localizado na cidade de Newton, Iowa. O vencedor foi o inglês Dan Wheldon, da equipe Chip Ganassi Racing.

## Pilotos e Equipes
| Nº | Piloto               | Equipe                     | Chassis | Motor | Pneu |
| -- | -------------------- | -------------------------- | ------- | ----- | ---- |
| 2  | A. J. Foyt IV        | Vision Racing              | Dallara | Honda | F    |
| 3  | Hélio Castroneves    | Team Penske                | Dallara | Honda | F    |
| 4  | Vitor Meira          | Panther Racing             | Dallara | Honda | F    |
| 5  | Oriol Servià (R)     | KV Racing Technology       | Dallara | Honda | F    |
| 6  | Ryan Briscoe         | Team Penske                | Dallara | Honda | F    |
| 7  | Danica Patrick       | Andretti-Green Racing      | Dallara | Honda | F    |
| 8  | Will Power (R)       | KV Racing Technology       | Dallara | Honda | F    |
| 9  | Scott Dixon          | Chip Ganassi Racing        | Dallara | Honda | F    |
| 10 | Dan Wheldon          | Chip Ganassi Racing        | Dallara | Honda | F    |
| 11 | Tony Kanaan          | Andretti-Green Racing      | Dallara | Honda | F    |
| 14 | Darren Manning       | A. J. Foyt Enterprises     | Dallara | Honda | F    |
| 15 | Buddy Rice           | Dreyer & Reinbold Racing   | Dallara | Honda | F    |
| 17 | Ryan Hunter-Reay     | Rahal Letterman Racing     | Dallara | Honda | F    |
| 18 | Bruno Junqueira      | Dale Coyne Racing          | Dallara | Honda | F    |
| 19 | Mario Moraes (R)     | Dale Coyne Racing          | Dallara | Honda | F    |
| 20 | Ed Carpenter         | Vision Racing              | Dallara | Honda | F    |
| 23 | Milka Duno           | Dreyer & Reinbold Racing   | Dallara | Honda | F    |
| 24 | John Andretti        | Roth Racing                | Dallara | Honda | F    |
| 25 | Marty Roth           | Roth Racing                | Dallara | Honda | F    |
| 26 | Marco Andretti       | Andretti-Green Racing      | Dallara | Honda | F    |
| 27 | Hideki Mutoh (R)     | Andretti-Green Racing      | Dallara | Honda | F    |
| 33 | E. J. Viso (R)       | HVM Racing                 | Dallara | Honda | F    |
| 34 | Jaime Câmara (R)     | Conquest Racing            | Dallara | Honda | F    |
| 36 | Enrique Bernoldi (R) | Conquest Racing            | Dallara | Honda | F    |
| 02 | Justin Wilson (R)    | Newman/Haas/Lanigan Racing | Dallara | Honda | F    |
| 06 | Graham Rahal (R)     | Newman/Haas/Lanigan Racing | Dallara | Honda | F    |

- (R) - Rookie

## Resultados

### Treino classificatório
Por causa da chuva não houve treino classificatório, e a ordem de largada foi determinada pela classificação de cada carro no campeonato; A pole não valeu o ponto de bonificação para o campeonato.
| Treino classificatório - 21 de junho (cancelado) | Treino classificatório - 21 de junho (cancelado) | Treino classificatório - 21 de junho (cancelado) | Treino classificatório - 21 de junho (cancelado) | Treino classificatório - 21 de junho (cancelado) |
| Pos                                              | Nº                                               | Piloto                                           | Equipe                                           | Pontos na classificação                          |
| ------------------------------------------------ | ------------------------------------------------ | ------------------------------------------------ | ------------------------------------------------ | ------------------------------------------------ |
| 1                                                | 9                                                | Scott Dixon                                      | Chip Ganassi Racing                              | 284                                              |
| 2                                                | 3                                                | Hélio Castroneves                                | Team Penske                                      | 249                                              |
| 3                                                | 10                                               | Dan Wheldon                                      | Chip Ganassi Racing                              | 217                                              |
| 4                                                | 11                                               | Tony Kanaan                                      | Andretti-Green Racing                            | 204                                              |
| 5                                                | 6                                                | Ryan Briscoe                                     | Team Penske                                      | 169                                              |
| 6                                                | 7                                                | Danica Patrick                                   | Andretti-Green Racing                            | 164                                              |
| 7                                                | 27                                               | Hideki Mutoh (R)                                 | Andretti-Green Racing                            | 159                                              |
| 8                                                | 26                                               | Marco Andretti                                   | Andretti-Green Racing                            | 154                                              |
| 9                                                | 20                                               | Ed Carpenter                                     | Vision Racing                                    | 154                                              |
| 10                                               | 5                                                | Oriol Servià (R)                                 | KV Racing Technology                             | 150                                              |
| 11                                               | 8                                                | Will Power (R)                                   | KV Racing Technology                             | 147                                              |
| 12                                               | 4                                                | Vitor Meira                                      | Panther Racing                                   | 136                                              |
| 13                                               | 33                                               | E. J. Viso (R)                                   | HVM Racing                                       | 133                                              |
| 14                                               | 17                                               | Ryan Hunter-Reay                                 | Rahal Letterman Racing                           | 132                                              |
| 15                                               | 15                                               | Buddy Rice                                       | Dreyer & Reinbold Racing                         | 132                                              |
| 16                                               | 06                                               | Graham Rahal (R)                                 | Newman/Haas/Lanigan Racing                       | 127                                              |
| 17                                               | 36                                               | Enrique Bernoldi (R)                             | Conquest Racing                                  | 125                                              |
| 18                                               | 2                                                | A. J. Foyt IV                                    | Vision Racing                                    | 123                                              |
| 19                                               | 14                                               | Darren Manning                                   | A. J. Foyt Enterprises                           | 119                                              |
| 20                                               | 02                                               | Justin Wilson (R)                                | Newman/Haas/Lanigan Racing                       | 117                                              |
| 21                                               | 34                                               | Jaime Câmara (R)                                 | Conquest Racing                                  | 102                                              |
| 22                                               | 23                                               | Milka Duno                                       | Dreyer & Reinbold Racing                         | 102                                              |
| 23                                               | 25                                               | John Andretti                                    | Roth Racing                                      | 102                                              |
| 24                                               | 34                                               | Bruno Junqueira                                  | Dale Coyne Racing                                | 96                                               |
| 25                                               | 19                                               | Mario Moraes (R)                                 | Dale Coyne Racing                                | 89                                               |
| 26                                               | 25                                               | Marty Roth                                       | Roth Racing                                      | 67                                               |
| Relatório[ligação inativa]                       |                                                  |                                                  |                                                  |                                                  |

- (R) - Rookie

### Corrida
| Corrida - 22 de junho      | Corrida - 22 de junho | Corrida - 22 de junho | Corrida - 22 de junho      | Corrida - 22 de junho | Corrida - 22 de junho | Corrida - 22 de junho | Corrida - 22 de junho | Corrida - 22 de junho |
| Pos                        | Nº                    | Piloto                | Equipe                     | Voltas                | Tempo                 | Largada               | Voltas na Liderança   | Pontos                |
| -------------------------- | --------------------- | --------------------- | -------------------------- | --------------------- | --------------------- | --------------------- | --------------------- | --------------------- |
| 1                          | 10                    | Dan Wheldon           | Chip Ganassi Racing        | 250                   | 1:38:35.8923          | 4                     | 61                    | 50                    |
| 2                          | 27                    | Hideki Mutoh (R)      | Andretti-Green Racing      | 250                   | +0.1430               | 7                     | 0                     | 40                    |
| 3                          | 26                    | Marco Andretti        | Andretti-Green Racing      | 250                   | 0.9028                | 8                     | 26                    | 35                    |
| 4                          | 9                     | Scott Dixon           | Chip Ganassi Racing        | 250                   | +1.2726               | 1                     | 0                     | 32                    |
| 5                          | 2                     | A. J. Foyt IV         | Vision Racing              | 250                   | +1.3564               | 18                    | 0                     | 30                    |
| 6                          | 7                     | Danica Patrick        | Andretti-Green Racing      | 250                   | +1.9115               | 6                     | 0                     | 28                    |
| 7                          | 6                     | Ryan Briscoe          | Team Penske                | 250                   | +3.9780               | 5                     | 0                     | 26                    |
| 8                          | 17                    | Ryan Hunter-Reay      | Rahal Letterman Racing     | 250                   | +4.4488               | 14                    | 0                     | 24                    |
| 9                          | 4                     | Will Power (R)        | KV Racing Technology       | 250                   | +5.6158               | 11                    | 0                     | 22                    |
| 10                         | 06                    | Graham Rahal (R)      | Newman/Haas/Lanigan Racing | 250                   | +7.7886               | 16                    | 0                     | 20                    |
| 11                         | 24                    | John Andretti         | Roth Racing                | 250                   | +8.4639               | 23                    | 0                     | 19                    |
| 12                         | 02                    | Justin Wilson (R)     | Newman/Haas/Lanigan Racing | 250                   | +8.7225               | 20                    | 0                     | 18                    |
| 13                         | 33                    | E. J. Viso (R)        | HVM Racing                 | 250                   | +12.5775              | 13                    | 0                     | 17                    |
| 14                         | 3                     | Hélio Castroneves     | Team Penske                | 248                   | +2 voltas             | 2                     | 92                    | 19                    |
| 15                         | 4                     | Vitor Meira           | Panther Racing             | 248                   | +2 voltas             | 12                    | 0                     | 15                    |
| 16                         | 5                     | Oriol Servià (R)      | KV Racing Technology       | 247                   | +3 voltas             | 10                    | 0                     | 14                    |
| 17                         | 36                    | Enrique Bernoldi (R)  | Conquest Racing            | 242                   | +8 voltas             | 17                    | 0                     | 13                    |
| 18                         | 11                    | Tony Kanaan           | Andretti-Green Racing      | 211                   | Contato               | 4                     | 71                    | 12                    |
| 19                         | 19                    | Mario Moraes (R)      | Dale Coyne Racing          | 192                   | Contato               | 24                    | 0                     | 12                    |
| 20                         | 34                    | Jaime Câmara (R)      | Conquest Racing            | 133                   | Mecânico              | 21                    | 0                     | 12                    |
| 21                         | 14                    | Darren Manning        | A. J. Foyt Enterprises     | 94                    | Mecânico              | 19                    | 0                     | 12                    |
| 22                         | 15                    | Buddy Rice            | Dreyer & Reinbold Racing   | 78                    | Mecânico              | 15                    | 0                     | 12                    |
| 23                         | 20                    | Ed Carpenter          | Vision Racing              | 38                    | Contato               | 9                     | 0                     | 12                    |
| 24                         | 23                    | Milka Duno            | Dreyer & Reinbold Racing   | 26                    | Mecânico              | 22                    | 0                     | 12                    |
| 25                         | 18                    | Bruno Junqueira       | Dale Coyne Racing          | 0                     | Não largou            | 25                    | 0                     | 5                     |
| 26                         | 25                    | Marty Roth            | Roth Racing                | 0                     | Não largou            | 26                    | 0                     | 5                     |
| Relatório[ligação inativa] |                       |                       |                            |                       |                       |                       |                       |                       |

- (R) - Rookie